# Fountainstown (Irlande)
Fountainstown (en irlandais : Baile Mhóntáin, historiquement anglicisé sous le nom de Ballymontane) est un village côtier du comté de Cork en Irlande, situé à environ 23 km au sud de la ville de Cork. Village balnéaire, il est séparé par un petit promontoire du village voisin et de la plage de Myrtleville.
Le paysage autour de Fountainstown est plat. Le village est bordé par l’océan Atlantique au sud-est. Le point culminant des environs se trouve à une altitude de 144 mètres et se situe à un kilomètre au sud-ouest de Fountainstown. Dans la région autour du village, les hauts-fonds, les îles, les criques, les formations rocheuses et les fonds marins sont remarquablement communs.
Le climat est tempéré. La température moyenne est de 8°C. Le mois le plus chaud est août, avec 14 °C, et le plus froid est février, avec 3 °C.

## Lieux d'intérêt

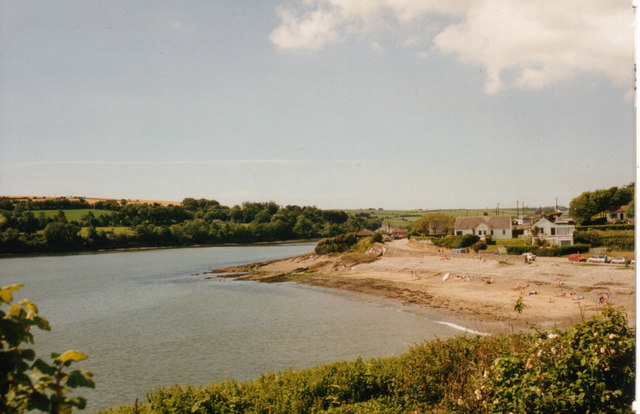
Ringabella Bay à Fountainstown, près de Myrtleville, Kilbeg et Ballinluska.

En tant que village balnéaire, la plage Pavillon Bleu de Fountainstown surplombe le ruisseau Ringabella au sud,.
Près du centre du village se trouve Fountainstown House, une demeure seigneuriale construite à l'origine par la famille Roche - une famille normande a peut-être acquis des terres à Fountainstown au XVe siècle ou XVIe siècle.
Le club de pitch and putt de Fountainstown est parfois considéré comme le siège du premier parcours de ce sport,, et décrit par l'Association européenne du pitch and putt comme « le point d'origine des temps modernes du pitch and putt compétitif organisé. »
La route côtière, entre Fountainstown et Myrtleville à proximité, est utilisée comme promenade.

## Transport
Fountainstown est desservie par un certain nombre de lignes de bus, avec 12 services par jour vers Cork, tous passant par Carrigaline et Douglas, et plusieurs d’entre eux passant par Crosshaven,.
L'aéroport le plus proche est celui de Cork.